# Lobobunaea mitfordi
Lobobunaea mitfordi is een vlinder uit de familie van de nachtpauwogen (Saturniidae). De wetenschappelijke naam van de soort is voor het eerst geldig gepubliceerd in 1892 door Kirby.